# ديوناتان تيكسيرا
ديوناتان تيكسيرا (بالبرتغالية: Dionatan Teixeira‏) (مواليد 24 يوليو 1992 في لوندرينا، البرازيل - 5 نوفمبر 2017)، هو لاعب كرة قدم من أصل برازيلي وحاصل على الجنسية السلوفاكية، كان يلعب كمدافع في نادي ستوك سيتي الإنجليزي ثم انتقل لنادي شيريف تيراسبول المولدوفي. لعب خلال مسيرته 66 مباراة سجل خلالها 4 أهداف.

## المسيرة الاحترافية

### أندية لعب لها
- نادي كوشيتسه
- ستوك سيتي
- نادي شريف تيراسبول

## الوفاة
توفي تيكيسيرا بنوبة قلبية مفاجأة في 5 نوفمبر 2017.

## روابط خارجية
- ديوناتان تيكسيرا على موقع قاعدة بيانات كرة القدم.إي يو (الإنجليزية)
- ديوناتان تيكسيرا على موقع Soccerbase.com (لاعب) (الإنجليزية)
- ديوناتان تيكسيرا على موقع Soccerway.com (الإنجليزية)
- ديوناتان تيكسيرا على موقع عالم كرة القدم.نت (الإنجليزية)
- ديوناتان تيكسيرا على موقع AS.com (الإسبانية)